# John Botvid
John Botvid Börjesson (født 12. september 1889 i Göteborg, død 20. februar 1964 i Stockholm) var en svensk skuespiller.

## Udvalgt filmografi
- 1952 - Op i det blå
- 1951 - Sommerleg
- 1949 - Greven från gränden
- 1948 - Kärlek och störtlopp
- 1944 - Den grønne Elevator
- 1944 - Som Folk er flest
- 1944 - Lilla helgonet
- 1943 - Slaaet ud
- 1941 - Kvindehaderen
- 1941 - Frk. Kirkemus
- 1941 - Landstormens lille Havgasse
- 1941 - Magistrarna på sommarlov
- 1940 - Swing it, Herr Lærer
- 1940 - Kys hende
- 1940 - Med dej i mina armar
- 1937 - Pensionat Paradiset